# 一ダースなら安くなる (映画)
『一ダースなら安くなる』（Cheaper by the Dozen）はアメリカ合衆国の1950年のテクニカラー映画。ウォルター・ラング監督。1948年発刊のフランク・バンカー・ギルブレス・ジュニア(en)とアーネスト・ギルブレス・ケアリー(en)による自伝的小説『一ダースなら安くなる あるマネジメントパイオニアの生涯』をベースにしている。この小説および映画はニュージャージー州モントクレアの12人子供のいる一家の様子を描いている。

## あらすじ
両親は時間動作研究(en)および能率向上技師のフランク・バンカー・ギルブレス・シニア(en)と心理学者のリリアン・ギルブレス(en)。一家総出で車で出掛けて赤信号で止まっていると、歩行者から「なぜそんなに子供を連れているの?」と聞かれることが度々あり、父フランクはわざとじっくり考える振りをして信号が青になると「一ダースなら安くなるからね」と言ってすぐに発車していたことからこの題名がついた。
1920年代の能率向上技師の両親と12人の子供達の日常の生活から始まる。父フランクによる珍しい教育方針や、派手な服装や化粧など子供達の成長による欲求などが織り交ぜられている。父フランクは常に時間動作研究や能率向上を念頭に生活している。
父フランクの死後、母リリアンが父の仕事を継承していくことに家族は同意し、子供達は祖母のいるカリフォルニア州に引っ越すことも検討されたが結局母親のもとに残ることとなった。未亡人となった母親が働きに出て、収入も1人分となったことで子供達もそれぞれの責任を負うこととなる。
フランクの死後の彼らの生活は続編の『続 一ダースなら安くなる』で描かれる。

## 配役
- フランク・バンカー・ギルブレス (父親: クリフトン・ウェッブ)
- アン・ギルブレス (ジーン・クレイン)
- リリアン・ギルブレス (母親: マーナ・ロイ)
- デボラ・ランキャスター (ベティ・リン)
- ドクター・バートン (エドガー・ブキャナン)
- アーテスティン・ギルブレス (バーバラ・ベイツ)
- ミセス・メベイン (ミルドレッド・ナトウィック)
- ミセス・モナハン (サラ・オールグッド)
- ウィリアム・ギルブレス (ジミー・ハント)
- リリー・ギルブレス (キャロル・ニュージェント)
- フランク・ギルブレス・ジュニア (ノーマン・オールスタッド)
- 校長先生 (イヴリン・ヴァーデン)
- トム (クレイグ・ヒル)

## 続編
『一ダースなら安くなる』の成功により、フランク・バンカー・ギルブレス・ジュニアとアーネスト・ギルブレス・ケアリーは続編である『続 一ダースなら安くなる』を発刊し、1952年、20世紀フォックスにより『続 一ダースなら安くなる』が製作された。また、2003年には、リメイクとして『12人のパパ』、その続編の『12人のパパ2』が制作された。

## 実生活との相違
何人かは実際の誕生年とは違っている。実際はロバートが1920年生まれでジェーンが1922年生まれの末っ子であるが、映画ではロバートがジェーンの後の1922年生まれの末っ子ということになっている。実生活では第二子のメアリーは1912年に5歳で亡くなっている。映画ではアーネスティンの次の第三子ということになっており、あまり登場しない。
実生活では両親共に重要な役割を担っている。映画の終盤、ナレーターが母親のリリアンは能率向上技師として世界的に有名となり、1948年、『タイム』誌が選ぶウーマン・オブ・ザ・イヤーに選ばれたと語っている。補足であるが、リリアンは1984年には切手の図案にもなっている。

## 余談
ラジオドラマ「お父さんはお人好し」や赤塚不二夫の漫画『おそ松くん』はこの映画から着想を得たとされている。本当は映画と同様に12人兄弟としたかったものの、それではコマに入りきらないために、6人兄弟になったとされる。